# Jura (Écosse)
Pour les articles homonymes, voir Jura.
« Isle of Jura » redirige ici. Pour les autres significations, voir Isle of Jura (distillerie).
Jura (Diùra en gaélique écossais) est une île de l'archipel des Hébrides intérieures en Écosse située dans l'océan Atlantique et faisant partie du Council area d'Argyll and Bute.

## Toponymie
Le nom viendrait du vieux norrois hjörtr qui désigne le « daim », animal qui prolifère dans les collines de l'île.
En outre, le nombre de cerfs élaphes est trente fois plus élevé que le nombre d'habitants.

## Histoire

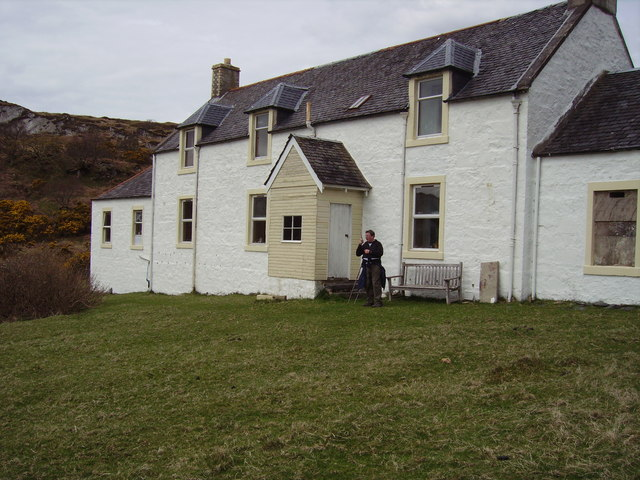
Barnhill, la ferme achetée par Orwell.

George Orwell  loue  en 1946 une ferme inutilisée (Barnhill (en)) sur l'île de Jura, grâce à ses droits d'auteur reçus pour La Ferme des animaux. Il écrit l'intégralité du roman 1984 dans cette ferme (en deux fois, avec une coupure due à un séjour dans un sanatorium,).
Le 23 août 1994, Jimmy Cauty et Bill Drummond, du groupe The KLF, y ont brûlé un million de livres sterling en billets de banque.

## Géographie

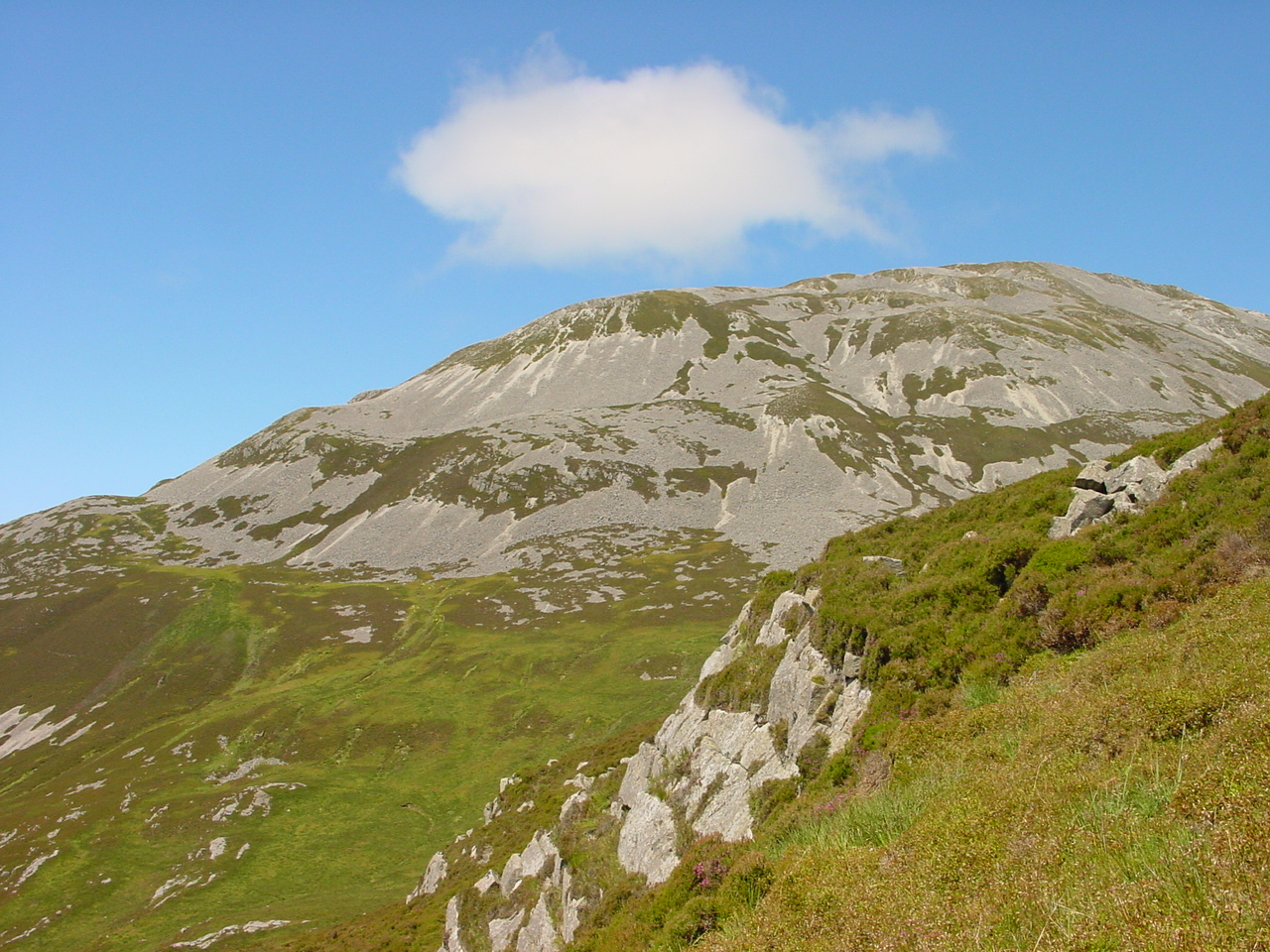
Beinn a' Chaolais

Jura est proche d'Islay à laquelle elle est reliée par un petit ferry, qui va de Port Askaig sur Islay à Feolin sur Jura. Jura fait partie du Council area d'Argyll and Bute et n'a que 212 habitants. Le village principal, Craighouse, situé sur la côte Est, possède le seul hôtel de l'île mais aussi un pub, une épicerie, une église sans oublier la seule distillerie de whisky de l'île où l'on fabrique le Jura single malt.
Jura est dominée par trois sommets coniques, les Paps of Jura (Pap peut se traduire par mamelon) :
- Beinn an Òir (la montagne de l'or) est le plus haut avec 785 mètres ;
- Beinn Shiantaidh (la montagne sainte) fait 735 mètres ;
- Beinn a' Chaolais (la montagne du détroit) est la moins élevée des trois avec 734 mètres.

Ces montagnes peuvent se voir du Mull of Kintyre et même parfois de Skye ou d'Irlande du Nord.